# José Campaña
José Ángel Gómez Campaña (Siviglia, 31 maggio 1993) è un calciatore spagnolo, centrocampista svincolato.

## Caratteristiche tecniche
José è un centrocampista ambidestro. Gioca prevalentemente come centrale di centrocampo o come mezzala ma a volte è stato schierato anche sulla trequarti.

## Carriera

### Club

#### Siviglia
Cresciuto nelle giovanili del Siviglia, ha debuttato giovanissimo nel Siviglia Atlético, quando aveva solo 16 anni.
Dalla stagione 2011-2012 viene aggregato alla prima squadra degli andalusi nella quale debutta il 25 agosto dello stesso anno, nella sfida di Europa League contro i tedeschi dell'Hannover 96, subentrando all'81' a Piotr Trochowski. Tre giorni più tardi, il centrocampista colleziona la sua prima presenza in Liga, nella sfida vittoriosa per 2-1 contro il Malaga, subentrando questa volta al compagno di squadra Manu del Moral al 72'. Colleziona a fine stagione 15 presenze in campionato, 2 in Coppa del Re ed una di Europa League.
Nella seconda stagione a causa della frattura del metatarso gioca solamente 5 partite di Liga ed una di Coppa del Re.

#### Crystal Palace e Norimberga
Nell'estate 2013 viene acquistato per la cifra di 2 milioni di euro dai londinesi del Crystal Palace in Premier League. Il 24 agosto esordisce con la maglia dei The Eagles nella sfida persa per 2-1 contro lo Stoke City giocando la partita dal primo minuto. Tuttavia da fine ottobre i mister Keith Millen prima e Tony Pulis poi non lo fanno più giocare; per questo motivo a gennaio 2014, dopo aver raccolto solamente 6 presenze in Premier League, si trasferisce in Bundesliga per giocare col Norimberga. In Germania gioca con più continuità collezionando 10 presenze e siglando anche un gol nella partita Norimberga-Eintracht Frankfurt 2-5.

#### Sampdoria e i prestiti al Porto e Alcorcón
Il 22 luglio 2014 la Sampdoria ne comunica l'acquisto a titolo definitivo dal Crystal Palace. Dopo aver preso parte alla preparazione estiva per la stagione 2014-2015 con il club blucerchiato, il 1º settembre seguente viene ceduto in prestito in Portogallo al Porto.
Con i Dragões esordisce il 19 dicembre 2014 giocando dal primo minuto la gara vinta per 4-0 contro il Vitória Setúbal; la sua esperienza lusitana tuttavia non è molto proficua: infatti gioca solamente 2 partite di Primeira Liga e 4 di Taça da Liga, venendo anche per 6 volte schierato nella formazione B che gioca in Segunda Liga.
Il 17 luglio viene ceduto in prestito con diritto di riscatto all'Alcorcón in Segunda División spagnola. Il 12 dicembre, alla sedicesima presenza stagionale, segna il suo primo gol con i gialloblu nella gara pareggiata 1-1 contro il Deportivo Alavés. Conclude la stagione con 35 presenze e 3 gol, più 2 assist.

#### Levante
L'11 agosto 2016 viene ceduto a titolo definitivo agli spagnoli del Levante.

#### Las Palmas
Rimasto svincolato, il 14 febbraio 2024 si accasa al Las Palmas.

### Nazionale
José ha, ad oggi, giocato 38 partite nelle nazionali giovanili spagnole riuscendo a mettere a segno solamente un gol.
Nel luglio 2011 prende parte con la nazionale Under-19 spagnola all'Europeo di categoria riuscendo, vincendo la finale contro la Repubblica Ceca, a diventare campione del torneo.
L'anno seguente ripartecipa all'Europeo Under-19 con la Spagna, questa volta da capitano, ottenendo per il secondo anno consecutivo il titolo di campione d'Europa.
Nel giugno 2013, in Turchia, partecipa invece con la nazionale Under-20 al Mondiale 2013, nel quale gioca tutte le 5 partite della nazionale spagnola fino all'eliminazione nei quarti di finale contro l'Uruguay.
Il 14 ottobre 2013 esordisce in Under-21 giocando dal primo minuto la partita valevole per le qualificazioni all'Europeo 2015 contro l'Ungheria.
Esordisce in nazionale maggiore il 7 ottobre 2020 nell'amichevole pareggiata in casa del Portogallo (0-0).

## Statistiche

### Presenze e reti nei club
Statistiche aggiornate al 2 aprile 2022.
| Stagione                 | Squadra                  | Campionato               | Campionato | Campionato | Coppe nazionali | Coppe nazionali | Coppe nazionali | Coppe continentali | Coppe continentali | Coppe continentali | Altre coppe | Altre coppe | Altre coppe | Totale | Totale |
| Stagione                 | Squadra                  | Comp                     | Pres       | Reti       | Comp            | Pres            | Reti            | Comp               | Pres               | Reti               | Comp        | Pres        | Reti        | Pres   | Reti   |
| ------------------------ | ------------------------ | ------------------------ | ---------- | ---------- | --------------- | --------------- | --------------- | ------------------ | ------------------ | ------------------ | ----------- | ----------- | ----------- | ------ | ------ |
| 2009-2010                | Siviglia Atlético        | SDB                      | 18         | 0          | -               | -               | -               | -                  | -                  | -                  | -           | -           | -           | 18     | 0      |
| 2010-2011                | Siviglia Atlético        | SDB                      | 38         | 3          | -               | -               | -               | -                  | -                  | -                  | -           | -           | -           | 38     | 3      |
| Totale Siviglia Atlético | Totale Siviglia Atlético | Totale Siviglia Atlético | 56         | 3          |                 | -               | -               |                    | -                  | -                  |             |             |             | 56     | 3      |
| 2011-2012                | Siviglia                 | PD                       | 15         | 0          | CR              | 2               | 0               | UEL                | 1                  | 0                  | -           | -           | -           | 18     | 0      |
| 2012-2013                | Siviglia                 | PD                       | 5          | 0          | CR              | 1               | 0               | -                  | -                  | -                  | -           | -           | -           | 6      | 0      |
| Totale Siviglia          | Totale Siviglia          | Totale Siviglia          | 20         | 0          |                 | 3               | 0               |                    | 1                  | 0                  |             |             |             | 24     | 0      |
| 2013-gen. 2014           | Crystal Palace           | PL                       | 6          | 0          | FACup+CdL       | 0               | 0               | -                  | -                  | -                  | -           | -           | -           | 6      | 0      |
| gen.-giu. 2014           | Norimberga               | BL                       | 10         | 1          | CG              | 0               | 0               | -                  | -                  | -                  | -           | -           | -           | 10     | 1      |
| set. 2014-2015           | Porto                    | PL                       | 2          | 0          | CP+CdL          | 0+4             | 0               | UCL                | 0                  | 0                  | -           | -           | -           | 6      | 0      |
| set. 2014-2015           | Porto B                  | SL                       | 6          | 1          | -               | -               | -               | -                  | -                  | -                  | -           | -           | -           | 6      | 1      |
| 2015-2016                | Alcorcón                 | SD                       | 35         | 3          | CR              | 0               | 0               | -                  | -                  | -                  | -           | -           | -           | 35     | 3      |
| 2016-2017                | Levante                  | SD                       | 39         | 4          | CR              | 1               | 0               | -                  | -                  | -                  | -           | -           | -           | 40     | 0      |
| 2017-2018                | Levante                  | PD                       | 35         | 1          | CR              | 3               | 0               | -                  | -                  | -                  | -           | -           | -           | 38     | 1      |
| 2018-2019                | Levante                  | PD                       | 36         | 4          | CR              | 3               | 0               | -                  | -                  | -                  | -           | -           | -           | 39     | 4      |
| 2019-2020                | Levante                  | PD                       | 37         | 2          | CR              | 3               | 0               | -                  | -                  | -                  | -           | -           | -           | 40     | 2      |
| 2020-2021                | Levante                  | PD                       | 9          | 1          | CR              | 0               | 0               | -                  | -                  | -                  | -           | -           | -           | 9      | 1      |
| 2021-2022                | Levante                  | PD                       | 15         | 2          | CR              | 0               | 0               | -                  | -                  | -                  | -           | -           | -           | 15     | 2      |
| Totale Levante           | Totale Levante           | Totale Levante           | 171        | 14         |                 | 10              | 0               |                    | 0                  | 0                  |             |             |             | 181    | 14     |
| Totale carriera          | Totale carriera          | Totale carriera          | 306        | 22         |                 | 17              | 0               |                    | 1                  | 0                  |             |             |             | 346    | 22     |

### Cronologia presenze e reti in nazionale
| Cronologia completa delle presenze e delle reti in nazionale ― Portogallo | Cronologia completa delle presenze e delle reti in nazionale ― Portogallo | Cronologia completa delle presenze e delle reti in nazionale ― Portogallo | Cronologia completa delle presenze e delle reti in nazionale ― Portogallo | Cronologia completa delle presenze e delle reti in nazionale ― Portogallo | Cronologia completa delle presenze e delle reti in nazionale ― Portogallo | Cronologia completa delle presenze e delle reti in nazionale ― Portogallo | Cronologia completa delle presenze e delle reti in nazionale ― Portogallo |
| Data                                                                      | Città                                                                     | In casa                                                                   | Risultato                                                                 | Ospiti                                                                    | Competizione                                                              | Reti                                                                      | Note                                                                      |
| ------------------------------------------------------------------------- | ------------------------------------------------------------------------- | ------------------------------------------------------------------------- | ------------------------------------------------------------------------- | ------------------------------------------------------------------------- | ------------------------------------------------------------------------- | ------------------------------------------------------------------------- | ------------------------------------------------------------------------- |
| 7-10-2020                                                                 | Lisbona                                                                   | Portogallo                                                                | 0 – 0                                                                     | Spagna                                                                    | Amichevole                                                                | -                                                                         | 46’                                                                       |
| Totale                                                                    |                                                                           | Presenze                                                                  | 1                                                                         |                                                                           | Reti                                                                      | 0                                                                         |                                                                           |

| Cronologia completa delle presenze e delle reti in nazionale ― Spagna under 21 | Cronologia completa delle presenze e delle reti in nazionale ― Spagna under 21 | Cronologia completa delle presenze e delle reti in nazionale ― Spagna under 21 | Cronologia completa delle presenze e delle reti in nazionale ― Spagna under 21 | Cronologia completa delle presenze e delle reti in nazionale ― Spagna under 21 | Cronologia completa delle presenze e delle reti in nazionale ― Spagna under 21 | Cronologia completa delle presenze e delle reti in nazionale ― Spagna under 21 | Cronologia completa delle presenze e delle reti in nazionale ― Spagna under 21 |
| Data                                                                           | Città                                                                          | In casa                                                                        | Risultato                                                                      | Ospiti                                                                         | Competizione                                                                   | Reti                                                                           | Note                                                                           |
| ------------------------------------------------------------------------------ | ------------------------------------------------------------------------------ | ------------------------------------------------------------------------------ | ------------------------------------------------------------------------------ | ------------------------------------------------------------------------------ | ------------------------------------------------------------------------------ | ------------------------------------------------------------------------------ | ------------------------------------------------------------------------------ |
| 14-10-2013                                                                     | Cartagena                                                                      | Spagna under 21                                                                | 1 – 0                                                                          | Ungheria under 21                                                              | Qual. Euro 2015                                                                | -                                                                              |                                                                                |
| 18-11-2013                                                                     | Elbasan                                                                        | Albania under 21                                                               | 0 – 2                                                                          | Spagna under 21                                                                | Qual. Euro 2015                                                                | -                                                                              | 79’                                                                            |
| 9-9-2014                                                                       | Puertollano                                                                    | Spagna under 21                                                                | 1 – 1                                                                          | Austria under 21                                                               | Qual. Euro 2015                                                                | -                                                                              |                                                                                |
| Totale                                                                         |                                                                                | Presenze                                                                       | 3                                                                              |                                                                                | Reti                                                                           | 0                                                                              |                                                                                |

## Palmarès

### Club
- Segunda Division: 1

Levante: 2016-2017

### Nazionale
- Campionato d'Europa Under-19: 2

2011, 2012